# Acanalonia viriditerminata
Acanalonia viriditerminata är en insektsart som först beskrevs av Lethierry 1881.  Acanalonia viriditerminata ingår i släktet Acanalonia och familjen Acanaloniidae. Inga underarter finns listade i Catalogue of Life.